# Bratoukhine B-5
Le Bratoukhine B-5 était un prototype d’hélicoptère de transport soviétique à deux rotors conçu par le bureau d'études de Bratoukhine,.

## Développement
Le B-5 est une amélioration de l’ancien G-4 du bureau, un hélicoptère à deux rotors, chaque rotor étant entraîné par un moteur radial Ivchenko AI-26 (en). Chaque moteur était logé dans une nacelle sur un stabilisateur avec le rotor associé au-dessus. Le programme a été retardé en attente des moteurs appropriés, et le B-5 n'a été achevé qu'en 1947. Il n'a fait que quelques petits sauts avant que le programme ne soit abandonné en raison des grandes vibrations et de la flexion de sa structure,.
Une variante d'ambulance aérienne, le Bratoukhine B-9 a été construit mais a été abandonné sans jamais voler,. Une autre variante était le Bratoukhine B-10 qui avait reçu des moteurs améliorés de 575 chevaux, et a été modifié pour être utilisé dans le rôle d'observation de l’artillerie avec la désignation militaire VNP (Vosdushnii Nabludatelnii Punk - Point d'observation aérienne). Le B-10 avait trois places pour l’équipage, la cabine pouvait contenir trois passagers ou du matériel. Il a volé en 1947, mais malgré l’absence de problèmes de rigidité des ailes, et démontrant une maniabilité adéquate comme le B-5 et le B-9, a finalement été également abandonné,. Une variante aux performances améliorées a été construite sous le nom de Bratoukhine B-11.

## Variantes
B-5
Prototype, un construit.
B-9
Variante prototype d'ambulance aérienne, un construit.
B-10
Variante prototype d'observation et de reconnaissance, une construite.